# Johann Jakob Treichler

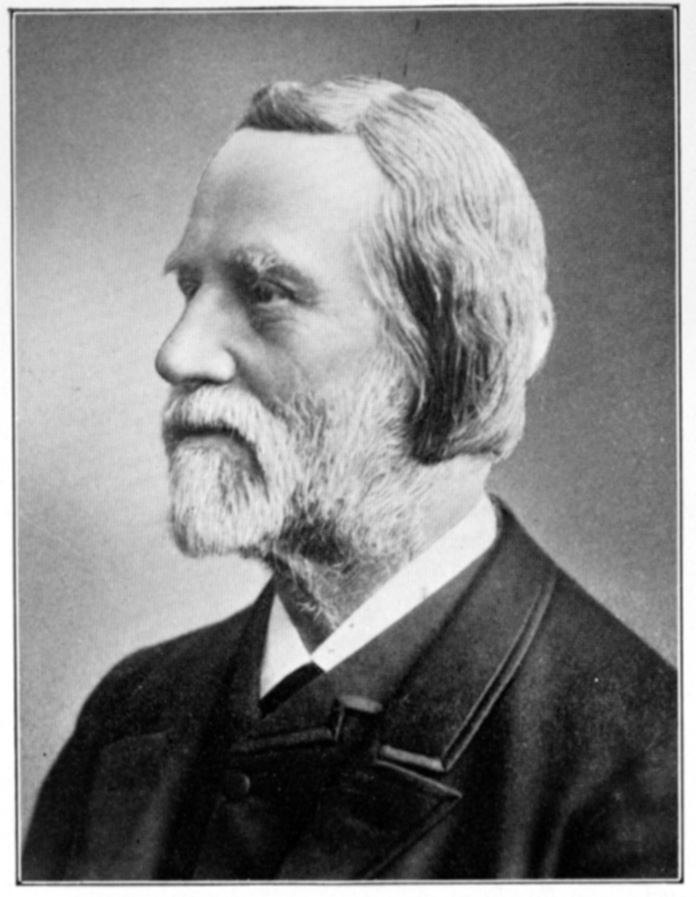
Johann Jakob Treichler

Johann Jakob Treichler (1822 - 1906), was een Zwitsers politicus. 
Johann Jakob Treichler behoorde tot de Democratische Partij van het kanton Zürich. Deze partij was tegen het cliëntelisme van de Radicale Partij (voorloper van de huidige Vrijzinnig Democratische Partij) die, gegroepeerd rond de invloedrijke Alfred Escher, ervoor zorgde dat de macht in handen bleef van een select groepje gelijkgezinden van grootkapitalisten (System Escher). In 1867 werd het machtsmonopolie van de Radicale Partij in de Regeringsraad van Zürich gebroken toen Johann Jakob Treichler in de Regeringsraad werd gekozen namens de DP.
Johann Jakob Scherer was in 1867 en in 1868 voorzitter van de Regeringsraad van Zürich (dat wil zeggen regeringsleider van Zürich.
Johann Jakob Scherers ideeën naderden de sociaaldemocratie. Hij wordt wel gezien als een voorloper van het socialisme in Zwitserland.